# Українські православні парафії в Канаді
Українські православні парафії в Канаді перебувають переважно в юрисдикції Української православної церкви Канади, що була заснована ще в 1920-тих роках і наразі входить до Вселенського патріархату. Деякі українські парафії перебували в юрисдикції УПЦ КП, але після надання Томосу про автокефалію й утворення Православної церкви України їхнє становище лишається невизначеним. Згідно умов Томосу парафії УПЦ КП в Канаді мають перейти в юрисдикцію УПЦ Канади, але це складно зробити через низку минулих конфліктів (храми КП поставали, зокрема, і через відсуджування в УПЦ Канади її історичних храмів, як, наприклад, у Нью-Вестмінстері).
Крім них, з 2002 року кілька парафій включила до себе Соборноправна українська автокефальна православна церква.[джерело?]

## Українська православна церква Канади
Українська православна церква Канади станом на червень 2021 року має 241 парафію (26 у східній єпархії, 73 у західній єпархії та 142 у центральній єпархії), більшість із яких є історичними храмами українських емігрантів.

### Східна єпархія
| №  | Назва                                 | Штат    | Населений пункт | Адреса | Настоятель                                                                               | Примітки  | Фото |
| -- | ------------------------------------- | ------- | --------------- | --- | ---------------------------------------------------------------------------------------- | --------- | ---- |
| 1  | Церква святого Георгія                | Квебек  | Лашін           | 880 Rue Saint-Antoine, Lachine QC H8S 1T1, Canada сайт [Архівовано 20 лютого 2018 у Wayback Machine.]                                                       | прот. Євген Рудич                                                                        |           |      |
| 2  | Кафедральний собор святої Софії       | Квебек  | Монреаль        | 6250 12e Avenue, Montréal QC, Canada сайт [Архівовано 17 травня 2021 у Wayback Machine.] сторінка [Архівовано 11 червня 2021 у Wayback Machine.]            | прот. Володимир Кушнір                                                                   |           |      |
| 3  | Церква Покрова Пресвятої Богородиці   | Квебек  | Монреаль        | 2246 Rosemont Blvd, Montreal QC H2G 1T5, Canada сайт [Архівовано 11 червня 2021 у Wayback Machine.] сторінка                                                | прот. Ігор Куташ, прот. Юрій Бригідир                                                    | 1960—1961 |      |
| 4  | Церква апостола Андрія Первозванного  | Онтаріо | Торонто         | 1630 Dupont St, Toronto ON M6P 3S7, Canada сайт [Архівовано 11 червня 2021 у Wayback Machine.] сторінка                                                     | прот. Юрій Гнатів                                                                        |           |      |
| 5  | Церква апостолів Петра і Павла        | Онтаріо | Ніагара-Фоллс   | 5906 Sylvia Place, Niagara Falls ON L2G 4C1, Canada сайт [Архівовано 11 червня 2021 у Wayback Machine.]                                                     | о. Юрій Галиця                                                                           |           |      |
| 6  | Церква Покрова Пресвятої Богородиці   | Онтаріо | Лемінґтон       | 26 Robson Rd. Leamington, ON N8H, Canada сайт [Архівовано 11 червня 2021 у Wayback Machine.]                                                                | о. Роман Кочур                                                                           |           |      |
| 7  | Церква Різдва Пресвятої Богородиці    | Онтаріо | Ошава           | 261 Bloor St E, Oshawa ON L1H 3M3, Canada сайт [Архівовано 11 червня 2021 у Wayback Machine.]                                                               | прот. Миколай Сідорський                                                                 |           |      |
| 8  | Кафедральний собор святого Володимира | Онтаріо | Торонто         | 406 Bathurst Street, Toronto ON M5T 2S6, Canada сайт [Архівовано 11 червня 2021 у Wayback Machine.] сторінка                                                | єпископ Андрій (Пешко), прот. Ярослав Буцьора, прот. Богдан Сенцьо, диякон Борис Мельник |           |      |
| 9  | Собор святого Володимира              | Онтаріо | Віндзор         | 2000 Tecumseh Rd E, Windsor, ON N8W 1E2, Canada сайт [Архівовано 6 травня 2021 у Wayback Machine.]                                                          | о. Роман Кочур                                                                           |           |      |
| 10 | Собор святого Володимира              | Онтаріо | Гамільтон       | 855 Barton St E, Hamilton ON L8L 3B4, Canada сайт [Архівовано 11 червня 2021 у Wayback Machine.] сторінка                                                   | прот. Вільям Макаренко                                                                   |           |      |
| 11 | Церква святого Володимира             | Онтаріо | Садбері         | 190 Baker St, Sudbury, ON P3C 2G1, Canada сайт [Архівовано 11 червня 2021 у Wayback Machine.]                                                               | прот. Миколай Сідорський                                                                 |           |      |
| 12 | Церква святого Володимира             | Онтаріо | Тандер-Бей      | 1502 Mountdale Ave, Thunder Bay, ON P7E 3A5, Canada сайт [Архівовано 11 червня 2021 у Wayback Machine.]                                                     | прот. Ярослав Буцьора                                                                    |           |      |
| 13 | Церква святого Георгія                | Онтаріо | Ґрімсбі         | 19 Ontario St, Grimsby ON L3M 3G8, Canada сайт [Архівовано 11 червня 2021 у Wayback Machine.]                                                               | прот. Михайло Пограничний                                                                |           |      |
| 14 | Церква святого Георгія                | Онтаріо | Сент-Кетерінс   | 8 Augusta Ave, St. Catharines, ON L2M 5R2, Canada сайт [Архівовано 11 червня 2021 у Wayback Machine.]                                                       | прот. Павло Березняк                                                                     |           |      |
| 15 | Церква святого Георгія                | Онтаріо | Форт-Френсіс    | 804 McKenzie Avenue North, Fort Frances ON P9A 1V1, Canada сайт [Архівовано 11 червня 2021 у Wayback Machine.]                                              |                                                                                          |           |      |
| 16 | Собор святого Димитрія                | Онтаріо | Етобіко         | 3338 Lake Shore Boulevard West, Etobicoke ON M8W 1M9, Canada сайт [Архівовано 11 червня 2021 у Wayback Machine.] сторінка                                   | прот. Володимир Макаренко, о. Юрій Гемблюк                                               |           |      |
| 17 | Церква святого Йоана Хрестителя       | Онтаріо | Ошава           | 31 Bloor St E, Oshawa, ON L1H 3L9, Canada сайт [Архівовано 11 червня 2021 у Wayback Machine.]                                                               | прот. Богдан Гладьо                                                                      |           |      |
| 18 | Церква святого Михаїла                | Онтаріо | Бредфорд        | 721 Simcoe Road, Bradford ON L3Z 2A6, Canada сайт [Архівовано 11 червня 2021 у Wayback Machine.] сторінка                                                   | о. Петро Ангел                                                                           |           |      |
| 19 | Церква святої Анни                    | Онтаріо | Скарборо        | 525 Morrish Rd, Scarborough ON M1C 1G2, Canada сайт [Архівовано 11 червня 2021 у Wayback Machine.] сторінка                                                 | о. Володимир Фесків                                                                      |           |      |
| 20 | Церква святої Марії                   | Онтаріо | Вотерфорд       | 91 Bruce St, Waterford ON N0E 1Y0, Canada сайт [Архівовано 11 червня 2021 у Wayback Machine.]                                                               | о. Мирослав Шмигельський                                                                 |           |      |
| 21 | Церква святої Софії                   | Онтаріо | Ватерлоо        | 154 King Street North, Waterloo ON N2J 2Y2, Canada сайт [Архівовано 11 червня 2021 у Wayback Machine.]                                                      | о. Мирослав Шмигельський                                                                 |           |      |
| 23 | Церква Святої Трійці                  | Онтаріо | Лондон          | 151 King Edward Ave, London ON N5Z 3T5, Canada сайт [Архівовано 11 червня 2021 у Wayback Machine.]                                                          | о. Василь Федів                                                                          |           |      |
| 24 | Церква Святої Трійці                  | Онтаріо | Сарнія          | 1244 Exmouth Street, Sarnia ON N7S 1W6, Canada сайт [Архівовано 11 червня 2021 у Wayback Machine.]                                                          | о. Василь Федів                                                                          |           |      |
| 25 | Собор Успіння Пресвятої Богородиці    | Онтаріо | Оттава          | 1000 Byron Ave, Ottawa Ontario K2A 0J3, Canada сайт [Архівовано 11 червня 2021 у Wayback Machine.] сторінка [Архівовано 15 березня 2022 у Wayback Machine.] | о. Ігор Охрімчук                                                                         |           |      |
| 26 | Церква Успіння Пресвятої Богородиці   | Онтаріо | Тандер-Бей      | 716 Pacific Ave, Thunder Bay ON P7C 2S5, Canada сайт [Архівовано 11 червня 2021 у Wayback Machine.]                                                         | прот. Ярослав Буцьора                                                                    |           |      |

### Центральна єпархія
| №   | Назва                                 | Штат       | Населений пункт     | Адреса | Настоятель                                                                | Примітки                                                                                  | Фото |
| --- | ------------------------------------- | ---------- | ------------------- | --- | ------------------------------------------------------------------------- | ----------------------------------------------------------------------------------------- | ---- |
| 1   | Каплиця апостола Андрія Первозванного | Манітоба   | Вінніпеґ            | 29 Dysart Road, Winnipeg, MB, Canada сайт [Архівовано 10 липня 2021 у Wayback Machine.]                       | прот. Роман Божик                                                         | При Манітобському університеті.                                                           |      |
| 2   | Каплиця апостолів Петра і Павла       | Манітоба   | Арбакка             | Arbakka, MB, Canada сайт [Архівовано 10 липня 2021 у Wayback Machine.]                                        | прот. Мирон Позняк                                                        |                                                                                           |      |
| 3   | Церква апостолів Петра і Павла        | Манітоба   | Арбакка             | Arbakka, MB, Canada сайт [Архівовано 10 липня 2021 у Wayback Machine.]                                        | прот. Мирон Позняк                                                        |                                                                                           |      |
| 4   | Церква апостолів Петра і Павла        | Манітоба   | Етельберт           | Railway Ave, Ethelbert, MB, Canada сайт [Архівовано 10 липня 2021 у Wayback Machine.]                         | о. Брент Кузик                                                            |                                                                                           |      |
| 5   | Церква апостолів Петра і Павла        | Манітоба   | Косів               | 137 Rd N, Ashville, MB R0L 0X0, Canada сайт [Архівовано 10 липня 2021 у Wayback Machine.]                     | о. Брент Кузик                                                            |                                                                                           |      |
| 6   | Церква апостолів Петра і Павла        | Манітоба   | Меррідейл           | Merridale, MB, Canada сайт [Архівовано 10 липня 2021 у Wayback Machine.]                                      | о. Роман Стефанишин                                                       |                                                                                           |      |
| 7   | Церква апостолів Петра і Павла        | Манітоба   | Роса                | Rosa, MB, Canada сайт [Архівовано 10 липня 2021 у Wayback Machine.]                                           | прот. Мирон Позняк                                                        |                                                                                           |      |
| 8   | Церква апостолів Петра і Павла        | Манітоба   | Сарто               | Sarto, MB, Canada сайт [Архівовано 10 липня 2021 у Wayback Machine.]                                          | прот. Мирон Позняк                                                        |                                                                                           |      |
| 9   | Церква апостолів Петра і Павла        | Манітоба   | Січ                 | Seech, MB, Canada сайт [Архівовано 10 липня 2021 у Wayback Machine.]                                          |                                                                           |                                                                                           |      |
| 10  | Церква апостолів Петра і Павла        | Манітоба   | Сандаун             | Sundown, MB, Canada сайт [Архівовано 10 липня 2021 у Wayback Machine.]                                        | прот. Мирон Позняк                                                        |                                                                                           |      |
| 11  | Церква апостолів Петра і Павла        | Манітоба   | Тінделл             | Tyndall, MB, Canada сайт [Архівовано 10 липня 2021 у Wayback Machine.]                                        |                                                                           |                                                                                           |      |
| 12  | Церква Воздвиження Хреста Господнього | Манітоба   | Вінніпеґ            | 29 Dysart Rd, Winnipeg, MB, Canada сайт [Архівовано 9 липня 2021 у Wayback Machine.]                          |                                                                           |                                                                                           |      |
| 13  | Церква Вознесіння Господнього         | Манітоба   | Анґусвілл           | 303 Staples Street, Angusville, MB, Canada сайт [Архівовано 9 липня 2021 у Wayback Machine.]                  |                                                                           |                                                                                           |      |
| 14  | Церква Вознесіння Господнього         | Манітоба   | Ешвілл              | Ashville, MB, Canada сайт [Архівовано 9 липня 2021 у Wayback Machine.]                                        | о. Брент Кузик                                                            |                                                                                           |      |
| 15  | Церква Вознесіння Господнього         | Манітоба   | Сван-Рівер          | 205 Kelsey Trail, Swan River, MB, Canada сайт [Архівовано 9 липня 2021 у Wayback Machine.]                    | о. Петро Ценов                                                            |                                                                                           |      |
| 16  | Церква Воскресіння Господнього        | Манітоба   | Санвілл             | Sunville, MB, Canada сайт [Архівовано 9 липня 2021 у Wayback Machine.]                                        | о. Брент Кузик                                                            |                                                                                           |      |
| 17  | Церква всіх святих                    | Манітоба   | Ґрандв'ю            | Grandview, MB, Canada сайт [Архівовано 9 липня 2021 у Wayback Machine.]                                       | о. Роман Стефанишин                                                       |                                                                                           |      |
| 18  | Церква всіх святих                    | Манітоба   | Вінніпеґ            | 1500 Day St, Winnipeg, Manitoba R2C 1E4, Canada сайт [Архівовано 9 липня 2021 у Wayback Machine.]             | прот. Вільям Василів, диякон Томас Чапут                                  |                                                                                           |      |
| 19  | Собор Покрова Пресвятої Богородиці    | Манітоба   | Вінніпеґ            | 820 Burrows Ave, Winnipeg, MB R2X 0R2, Canada сайт [Архівовано 10 липня 2021 у Wayback Machine.] сторінка     | прот. Григорій Мельник, о. Олександр Гаркавий                             |                                                                                           |      |
| 20  | Церква Покрова Пресвятої Богородиці   | Манітоба   | Роркетон            | Rorketon, MB, Canada сайт [Архівовано 10 липня 2021 у Wayback Machine.]                                       | о. Брент Кузик                                                            |                                                                                           |      |
| 21  | Церква Преображення Господнього       | Манітоба   | Мензі               | Menzie, MB, Canada сайт [Архівовано 9 липня 2021 у Wayback Machine.]                                          |                                                                           |                                                                                           |      |
| 22  | Церква Преображення Господнього       | Манітоба   | Пайн-Рівер          | Pine River, MB, Canada сайт [Архівовано 9 липня 2021 у Wayback Machine.]                                      | о. Брент Кузик                                                            |                                                                                           |      |
| 23  | Церква Різдва Пресвятої Богородиці    | Манітоба   | Сенків              | Senkiw, MB, Canada сайт [Архівовано 10 липня 2021 у Wayback Machine.]                                         | о. Брент Кузик                                                            |                                                                                           |      |
| 24  | Церква святих Володимира і Ольги      | Манітоба   | Ґілберт-Плейнс      | MB-5, Gilbert Plains, MB, Canada сайт [Архівовано 10 липня 2021 у Wayback Machine.]                           | о. Роман Стефанишин                                                       |                                                                                           |      |
| 25  | Церква святого Володимира             | Манітоба   | Окберн              | Oakburn, MB, Canada сайт [Архівовано 10 липня 2021 у Wayback Machine.]                                        |                                                                           |                                                                                           |      |
| 26  | Церква святого Георгія                | Манітоба   | Дофін               | 810 Main St S, Dauphin, MB R7N 1L9, Canada сайт [Архівовано 10 липня 2021 у Wayback Machine.]                 | о. Брент Кузик                                                            |                                                                                           |      |
| 27  | Церква святого Георгія                | Манітоба   | Флін-Флон           | Flin Flon, MB, Canada сайт [Архівовано 10 липня 2021 у Wayback Machine.]                                      | о. Річард Ермантраут                                                      |                                                                                           |      |
| 28  | Церква святого Димитрія               | Манітоба   | Ґардентон           | Lord Roberts Rd, Gardenton, Manitoba R0A 0M0, Canada сайт [Архівовано 10 липня 2021 у Wayback Machine.]       |                                                                           | Парафію засновано 1899 року. Церкву збудовано 1964 року.                                  |      |
| 29  | Церква Святого Духа                   | Манітоба   | Брендон             | 1133 Stickney Ave, Brandon, MB R7A 0E4, Canada сайт [Архівовано 9 липня 2021 у Wayback Machine.]              | о. Мелвін Слашинський                                                     |                                                                                           |      |
| 30  | Церква Святого Духа                   | Манітоба   | Сендгілл            | Sandhill, MB, Canada сайт [Архівовано 9 липня 2021 у Wayback Machine.]                                        |                                                                           |                                                                                           |      |
| 31  | Церква Святого Духа                   | Манітоба   | Сіфтон              | Sifton, MB, Canada сайт [Архівовано 9 липня 2021 у Wayback Machine.]                                          | о. Брент Кузик                                                            |                                                                                           |      |
| 32  | Церква святого Іллі                   | Манітоба   | Россберн            | Rossburn, MB, Canada сайт [Архівовано 10 липня 2021 у Wayback Machine.]                                       |                                                                           |                                                                                           |      |
| 33  | Церква святого Іллі                   | Манітоба   | Сірко               | Sirko, MB, Canada сайт [Архівовано 10 липня 2021 у Wayback Machine.]                                          | о. Мирон Позняк                                                           |                                                                                           |      |
| 34  | Собор святого Йоана Сучавського       | Манітоба   | Вінніпеґ            | 939 Main St, Winnipeg, MB R2W 3P2, Canada сайт [Архівовано 10 липня 2021 у Wayback Machine.] сторінка         | о. Євгеній Максимюк, о. Річард Ермантраут, протодиякон Тарас Малюжинський |                                                                                           |      |
| 35  | Церква святого Йоана Золотоустого     | Манітоба   | Стід                | Stead, MB, Canada сайт [Архівовано 10 липня 2021 у Wayback Machine.]                                          |                                                                           |                                                                                           |      |
| 36  | Церква святого Йоана Хрестителя       | Манітоба   | Дріфтін-Рівер       | Drifting River, MB, Canada сайт [Архівовано 10 липня 2021 у Wayback Machine.]                                 |                                                                           |                                                                                           |      |
| 37  | Церква святого Йоана Хрестителя       | Манітоба   | Драй-Рівер          | Dry River, MB, Canada сайт [Архівовано 10 липня 2021 у Wayback Machine.]                                      | о. Брент Кузик                                                            |                                                                                           |      |
| 38  | Церква святого Йоана Хрестителя       | Манітоба   | Ґарланд             | Garland, MB, Canada сайт [Архівовано 10 липня 2021 у Wayback Machine.]                                        | о. Брент Кузик                                                            |                                                                                           |      |
| 39  | Церква святого Йоана Хрестителя       | Манітоба   | Томпсон             | 289 Thompson Drive, Thompson, MB R8N 1W2, Canada сайт [Архівовано 10 липня 2021 у Wayback Machine.]           |                                                                           |                                                                                           |      |
| 40  | Церква святого Йоана Хрестителя       | Манітоба   | Роблін              | Roblin, MB, Canada сайт [Архівовано 10 липня 2021 у Wayback Machine.]                                         | о. Роман Стефанишин                                                       |                                                                                           |      |
| 41  | Церква святого Йоана Хрестителя       | Манітоба   | Шелл-Веллі          | Shell Valley, MB, Canada сайт [Архівовано 10 липня 2021 у Wayback Machine.]                                   |                                                                           |                                                                                           |      |
| 42  | Церква святого Миколая                | Манітоба   | Ґонор               | 6594 Henderson Hwy, Gonor, MB R1C 0C4, Canada сайт [Архівовано 10 липня 2021 у Wayback Machine.]              | о. Олег Кравченко                                                         |                                                                                           |      |
| 43  | Церква святого Миколая                | Манітоба   | Портаж-ля-Прейр     | 559 6 St NW, Portage la Prairie, MB, Canada сайт [Архівовано 10 липня 2021 у Wayback Machine.]                | о. Мелвін Слашинський                                                     |                                                                                           |      |
| 44  | Церква святого Михаїла                | Манітоба   | Ґардентон           | Gardenton, MB, Canada сайт [Архівовано 9 липня 2021 у Wayback Machine.]                                       | о. Мирон Позняк                                                           | Найстаріша українська церква Канади. Збудована 1899 року. Національна історична пам'ятка. |      |
| 44  | Церква святого Михаїла                | Манітоба   | Ґардентон           | Gardenton, MB, Canada сайт [Архівовано 9 липня 2021 у Wayback Machine.]                                       | о. Мирон Позняк                                                           | Нова церква, збудована 1935 року.                                                         |      |
| 45  | Церква святого Михаїла                | Манітоба   | Сенді-Лейк          | Sandy Lake, MB, Canada сайт [Архівовано 10 липня 2021 у Wayback Machine.]                                     |                                                                           |                                                                                           |      |
| 47  | Церква святого Михаїла                | Манітоба   | Вінніпеґ            | 110 Disraeli St, Winnipeg, MB R2W 3J5, Canada сайт [Архівовано 10 липня 2021 у Wayback Machine.]              | о. Богдан Статкевич                                                       | Збудована 1918 року.                                                                      |      |
| 46  | Церква святого Михаїла                | Манітоба   | Венлав              | Venlaw, MB, Canada сайт [Архівовано 10 липня 2021 у Wayback Machine.]                                         | о. Брент Кузик                                                            |                                                                                           |      |
| 48  | Церква святого Павла                  | Манітоба   | Сент-Мартін         | Saint Martin, MB, Canada сайт [Архівовано 10 липня 2021 у Wayback Machine.]                                   | о. Брент Кузик                                                            |                                                                                           |      |
| 49  | Церква святого Стефана                | Манітоба   | Плезент-Гоум        | Rockwood, MB, Canada сайт [Архівовано 10 липня 2021 у Wayback Machine.]                                       |                                                                           |                                                                                           |      |
| 50  | Кафедральний собор Святої Трійці      | Манітоба   | Вінніпеґ            | 1175 Main St, Winnipeg, MB R2W 3S4, Canada сайт [Архівовано 9 липня 2021 у Wayback Machine.] сторінка         | митр. Юрій (Каліщук), о. Тарас Удод, о. Євген Максимюк, диякон Боб Гладюк | Діє з 1945 року.                                                                          |      |
| 51  | Церква Святої Трійці                  | Манітоба   | Леннард             | Lennard, MB, Canada сайт [Архівовано 10 липня 2021 у Wayback Machine.]                                        | о. Роман Стефанишин                                                       |                                                                                           |      |
| 52  | Церква Святої Трійці                  | Манітоба   | Поплер-Парк         | Poplar Park, MB, Canada сайт [Архівовано 10 липня 2021 у Wayback Machine.]                                    |                                                                           | Цвинтарна церква.                                                                         |      |
| 53  | Церква Святої Трійці                  | Манітоба   | Поплерфілд          | 19 High Plains Road, Poplarfield, Manitoba R0C 2N0, Canada сайт [Архівовано 10 липня 2021 у Wayback Machine.] |                                                                           |                                                                                           |      |
| 54  | Церква Святої Трійці                  | Манітоба   | Веллі-Рівер         | Valley River, MB, Canada сайт [Архівовано 10 липня 2021 у Wayback Machine.]                                   |                                                                           |                                                                                           |      |
| 55  | Церква Святої Трійці                  | Манітоба   | Віта                | Vita, MB, Canada сайт [Архівовано 10 липня 2021 у Wayback Machine.]                                           | о. Мирон Позняк                                                           |                                                                                           |      |
| 56  | Церква Сходження Святого Духа         | Манітоба   | Петлюра             | Petlura, MB, Canada сайт [Архівовано 9 липня 2021 у Wayback Machine.]                                         | о. Роман Стефанишин                                                       |                                                                                           |      |
| 57  | Церква Сходження Святого Духа         | Манітоба   | Толстой             | Tolstoi, MB, Canada сайт [Архівовано 9 липня 2021 у Wayback Machine.]                                         | о. Мирон Позняк                                                           |                                                                                           |      |
| 58  | Церква Успіння Пресвятої Богородиці   | Манітоба   | Дуфрост             | Dufrost, MB, Canada сайт [Архівовано 9 липня 2021 у Wayback Machine.]                                         | о. Мирон Позняк                                                           |                                                                                           |      |
| 59  | Церква Успіння Пресвятої Богородиці   | Манітоба   | Ґлен-Елмо           | Glen Elmo, MB, Canada сайт [Архівовано 9 липня 2021 у Wayback Machine.]                                       |                                                                           |                                                                                           |      |
| 60  | Церква Успіння Пресвятої Богородиці   | Манітоба   | Вінніпегосіс        | Winnipegosis, MB, Canada сайт [Архівовано 9 липня 2021 у Wayback Machine.]                                    | о. Брент Кузик                                                            |                                                                                           |      |
| 61  | Церква Успіння Пресвятої Богородиці   | Манітоба   | Ледвин              | Ledwyn, MB, Canada сайт [Архівовано 9 липня 2021 у Wayback Machine.]                                          |                                                                           |                                                                                           |      |
| 62  | Церква апостолів Петра і Павла        | Саскачеван | Бруксбі             | Brooksby, SK, Canada сайт [Архівовано 11 липня 2021 у Wayback Machine.]                                       | о. Патрик Повалинський                                                    |                                                                                           |      |
| 63  | Церква апостолів Петра і Павла        | Саскачеван | Ганімун             | Honeymoon, SK, Canada сайт [Архівовано 11 липня 2021 у Wayback Machine.]                                      | о. Михайло Ломашкевич                                                     |                                                                                           |      |
| 64  | Церква апостолів Петра і Павла        | Саскачеван | Гласлин             | Glaslyn, SK, Canada сайт [Архівовано 11 липня 2021 у Wayback Machine.]                                        |                                                                           |                                                                                           |      |
| 65  | Церква апостолів Петра і Павла        | Саскачеван | Горліц              | Gorlitz, SK, Canada сайт [Архівовано 11 липня 2021 у Wayback Machine.]                                        | о. Майкл Фарина                                                           |                                                                                           |      |
| 66  | Церква апостолів Петра і Павла        | Саскачеван | Єллоу-Крік          | Yellow Creek, SK, Canada сайт [Архівовано 11 липня 2021 у Wayback Machine.]                                   | о. Патрик Повалинський                                                    |                                                                                           |      |
| 67  | Церква апостолів Петра і Павла        | Саскачеван | Інсінґер            | Insinger, SK, Canada сайт [Архівовано 11 липня 2021 у Wayback Machine.]                                       | о. Майкл Фарина                                                           |                                                                                           |      |
| 68  | Церква апостолів Петра і Павла        | Саскачеван | Кодетт              | Codette, SK, Canada сайт [Архівовано 11 липня 2021 у Wayback Machine.]                                        | о. Патрик Повалинський                                                    |                                                                                           |      |
| 69  | Церква апостолів Петра і Павла        | Саскачеван | Колдер (Саскачеван) | Calder, SK, Canada сайт [Архівовано 11 липня 2021 у Wayback Machine.]                                         | о. Майкл Фарина                                                           |                                                                                           |      |
| 70  | Церква апостолів Петра і Павла        | Саскачеван | Кридор              | Krydor, SK, Canada сайт [Архівовано 11 липня 2021 у Wayback Machine.]                                         |                                                                           |                                                                                           |      |
| 71  | Церква апостолів Петра і Павла        | Саскачеван | Свен-Плейн          | Swan Plain, SK, Canada сайт [Архівовано 11 липня 2021 у Wayback Machine.]                                     | о. Петро Ценов                                                            |                                                                                           |      |
| 72  | Церква апостолів Петра і Павла        | Саскачеван | Сторновей           | Stornoway, SK, Canada сайт [Архівовано 11 липня 2021 у Wayback Machine.]                                      | о. Майкл Фарина                                                           |                                                                                           |      |
| 73  | Церква апостолів Петра і Павла        | Саскачеван | Фенвуд              | Fenwood, SK, Canada сайт [Архівовано 11 липня 2021 у Wayback Machine.]                                        |                                                                           |                                                                                           |      |
| 74  | Церква апостолів Петра і Павла        | Саскачеван | Фоум-Лейк           | Foam Lake, SK S0A 1A0, Canada сайт [Архівовано 11 липня 2021 у Wayback Machine.]                              |                                                                           |                                                                                           |      |
| 75  | Церква апостолів Петра і Павла        | Саскачеван | Шехо                | Sheho, SK, Canada сайт [Архівовано 11 липня 2021 у Wayback Machine.]                                          |                                                                           |                                                                                           |      |
| 76  | Церква всіх святих                    | Саскачеван | Алвена              | Alvena, SK, Canada сайт [Архівовано 10 липня 2021 у Wayback Machine.]                                         | о. Патрик Повалинський                                                    |                                                                                           |      |
| 77  | Церква всіх святих                    | Саскачеван | Вадена              | Wadena, SK, Canada сайт [Архівовано 10 липня 2021 у Wayback Machine.]                                         |                                                                           |                                                                                           |      |
| 78  | Церква всіх святих                    | Саскачеван | Індевор             | Endeavour, SK, Canada сайт [Архівовано 10 липня 2021 у Wayback Machine.]                                      | о. Петро Ценов                                                            |                                                                                           |      |
| 79  | Церква всіх святих                    | Саскачеван | Камсак              | 136 Windsor Avenue, Kamsack, SK, Canada сайт [Архівовано 10 липня 2021 у Wayback Machine.]                    | о. Петро Ценов                                                            |                                                                                           |      |
| 80  | Церква всіх святих                    | Саскачеван | Мелфорт             | Melfort, SK, Canada сайт [Архівовано 10 липня 2021 у Wayback Machine.]                                        | о. Патрік Повалинський                                                    |                                                                                           |      |
| 81  | Церква всіх святих                    | Саскачеван | Мідов-лейк          | Meadow Lake, SK, Canada сайт [Архівовано 10 липня 2021 у Wayback Machine.]                                    |                                                                           |                                                                                           |      |
| 82  | Церква всіх святих                    | Саскачеван | Рейн                | Rhein, SK, Canada сайт [Архівовано 10 липня 2021 у Wayback Machine.]                                          |                                                                           |                                                                                           |      |
| 83  | Церква всіх святих                    | Саскачеван | Саскатун            | 2616 Louise St, Saskatoon, SK, Canada сайт [Архівовано 10 липня 2021 у Wayback Machine.] сторінка             | прот. Петро Василенко, прот. Богдан Демчук                                |                                                                                           |      |
| 84  | Церква Вознесіння Господнього         | Саскачеван | Аран                | Arran, SK, Canada сайт [Архівовано 11 липня 2021 у Wayback Machine.]                                          | о. Петро Ценов                                                            |                                                                                           |      |
| 85  | Церква Вознесіння Господнього         | Саскачеван | Бургіс              | Burgis, SK, Canada сайт [Архівовано 11 липня 2021 у Wayback Machine.]                                         | о. Петро Ценов                                                            |                                                                                           |      |
| 86  | Церква Вознесіння Господнього         | Саскачеван | Йорктон             | Yorkton, SK, Canada сайт [Архівовано 11 липня 2021 у Wayback Machine.]                                        | о. Майкл Фарина                                                           |                                                                                           |      |
| 87  | Церква Покрова Пресвятої Богородиці   | Саскачеван | Мелвілл             | Melville, SK, Canada сайт [Архівовано 11 липня 2021 у Wayback Machine.]                                       |                                                                           |                                                                                           |      |
| 88  | Церква Покрова Пресвятої Богородиці   | Саскачеван | Сент-Жульєн         | Fish Creek No. 402, SK, Canada сайт [Архівовано 11 липня 2021 у Wayback Machine.]                             | о. Патрик Повалинський                                                    |                                                                                           |      |
| 89  | Церква Покрова Пресвятої Богородиці   | Саскачеван | Теодоре             | Theodore, SK, Canada сайт [Архівовано 11 липня 2021 у Wayback Machine.]                                       | о. Майкл Фарина                                                           |                                                                                           |      |
| 90  | Церква Преображення Господнього       | Саскачеван | Донвелл             | Donwell, SK, Canada сайт [Архівовано 11 липня 2021 у Wayback Machine.]                                        | о. Петро Ценов                                                            |                                                                                           |      |
| 91  | Церква Преображення Господнього       | Саскачеван | Йорктон             | 89 Bradbrooke Drive, Yorkton, SK, Canada сайт [Архівовано 11 липня 2021 у Wayback Machine.]                   | о. Майкл Фарина                                                           |                                                                                           |      |
| 92  | Церква Різдва Пресвятої Богородиці    | Саскачеван | Віньярд             | Wynyard, SK, Canada сайт [Архівовано 11 липня 2021 у Wayback Machine.]                                        |                                                                           |                                                                                           |      |
| 93  | Церква святого Володимира             | Саскачеван | Мус-Джо             | 673 Grandview St W, Moose Jaw, SK, Canada сайт [Архівовано 11 липня 2021 у Wayback Machine.]                  |                                                                           |                                                                                           |      |
| 94  | Церква святого Володимира             | Саскачеван | Річард              | Redfield, SK, Canada сайт [Архівовано 11 липня 2021 у Wayback Machine.]                                       |                                                                           |                                                                                           |      |
| 95  | Церква Святого Духа                   | Саскачеван | Ітуна               | Ituna, SK S0A 1N0, Canada сайт [Архівовано 11 липня 2021 у Wayback Machine.]                                  |                                                                           |                                                                                           |      |
| 96  | Церква Святого Духа                   | Саскачеван | Інсінґер            | Insinger, SK, Canada сайт [Архівовано 11 липня 2021 у Wayback Machine.]                                       | о. Майкл Фарина                                                           |                                                                                           |      |
| 97  | Церква Святого Духа                   | Саскачеван | Вітков              | Whitkow, SK, Canada сайт [Архівовано 11 липня 2021 у Wayback Machine.]                                        |                                                                           |                                                                                           |      |
| 98  | Церква святого Димитрія               | Саскачеван | Стенен              | Stenen, SK, Canada сайт [Архівовано 11 липня 2021 у Wayback Machine.]                                         | о. Петро Ценов                                                            |                                                                                           |      |
| 99  | Церква святого Іллі (нова)            | Саскачеван | Врокстон            | Wroxton, SK, Canada сайт [Архівовано 11 липня 2021 у Wayback Machine.]                                        | о. Майкл Фарина                                                           |                                                                                           |      |
| 100 | Церква святого Іллі (історична)       | Саскачеван | Врокстон            | Wroxton, SK, Canada сайт [Архівовано 11 липня 2021 у Wayback Machine.]                                        | о. Майкл Фарина                                                           | Історична церква.                                                                         |      |
| 101 | Церква святого Іллі                   | Саскачеван | Ґудів               | Goodeve, SK, Canada сайт [Архівовано 11 липня 2021 у Wayback Machine.]                                        |                                                                           |                                                                                           |      |
| 102 | Церква святого Іллі                   | Саскачеван | Паркв'ю             | Parkerview, SK, Canada сайт [Архівовано 11 липня 2021 у Wayback Machine.]                                     |                                                                           |                                                                                           |      |
| 103 | Церква святого Йоана                  | Саскачеван | Ріверсайд           | Yorkton, SK, Canada сайт [Архівовано 11 липня 2021 у Wayback Machine.]                                        | о. Майкл Фарина                                                           |                                                                                           |      |
| 104 | Церква святого Йоана                  | Саскачеван | Вейрдейл            | Weirdale, SK, Canada сайт [Архівовано 11 липня 2021 у Wayback Machine.]                                       | о. Михайло Ломашкевич                                                     |                                                                                           |      |
| 105 | Церква святого Йоана Хрестителя       | Саскачеван | Б'юкенен            | 607 1st Avenue West, Buchanan, SK, Canada сайт [Архівовано 11 липня 2021 у Wayback Machine.]                  | о. Петро Ценов                                                            |                                                                                           |      |
| 106 | Церква святого Йоана Хрестителя       | Саскачеван | Гіас                | Hyas, SK, Canada сайт [Архівовано 11 липня 2021 у Wayback Machine.]                                           | о. Петро Ценов                                                            |                                                                                           |      |
| 107 | Церква святого Йоана Хрестителя       | Саскачеван | Норт-Бетлфорд       | 992 108th Street, North Battleford, SK S9A 2A8, Canada сайт [Архівовано 11 липня 2021 у Wayback Machine.]     |                                                                           |                                                                                           |      |
| 108 | Церква святого Миколая                | Саскачеван | Гадсон-Бей          | Hudson Bay, SK, Canada сайт [Архівовано 11 липня 2021 у Wayback Machine.]                                     | о. Петро Ценов                                                            |                                                                                           |      |
| 109 | Церква святого Миколая                | Саскачеван | Дробот              | Drobot, SK, Canada сайт [Архівовано 11 липня 2021 у Wayback Machine.]                                         | о. Петро Ценов                                                            |                                                                                           |      |
| 110 | Церква святого Миколая                | Саскачеван | Макнутт             | MacNutt, SK, Canada сайт [Архівовано 11 липня 2021 у Wayback Machine.]                                        | о. Роман Стефанишин                                                       |                                                                                           |      |
| 111 | Церква святого Михаїла                | Саскачеван | Кандіак             | Candiac, SK, Canada сайт [Архівовано 11 липня 2021 у Wayback Machine.]                                        |                                                                           |                                                                                           |      |
| 112 | Церква святого Михаїла                | Саскачеван | Лепіне              | Wakaw, SK, Canada сайт [Архівовано 11 липня 2021 у Wayback Machine.]                                          | о. Патрик Повалинський                                                    |                                                                                           |      |
| 113 | Церква святого Михаїла                | Саскачеван | Рама                | Rama, SK, Canada сайт [Архівовано 11 липня 2021 у Wayback Machine.]                                           | о. Петро Ценов                                                            |                                                                                           |      |
| 114 | Церква святого Михаїла                | Саскачеван | Реджайна            | 2075 McDonald St, Regina, SK, Canada сайт [Архівовано 11 липня 2021 у Wayback Machine.]                       | о. Володимир Фесків                                                       |                                                                                           |      |
| 115 | Церква святого Михаїла                | Саскачеван | Вотсон              | Watson, SK, Canada сайт [Архівовано 11 липня 2021 у Wayback Machine.]                                         |                                                                           |                                                                                           |      |
| 116 | Церква святої Марії                   | Саскачеван | Гронлід             | Gronlid, SK, Canada сайт [Архівовано 11 липня 2021 у Wayback Machine.]                                        | о. Патрик Повалинський                                                    |                                                                                           |      |
| 117 | Церква святої Марії                   | Саскачеван | Лисенко             | Ituna, SK, Canada сайт [Архівовано 11 липня 2021 у Wayback Machine.]                                          |                                                                           |                                                                                           |      |
| 118 | Кафедральний собор Святої Трійці      | Саскачеван | Саскатун            | 919 20th St W, Saskatoon, SK S7M 0Y5, Canada сайт сторінка                                                    | прот. Тарас Маковський                                                    |                                                                                           |      |
| 119 | Церква Святої Трійці (нова)           | Саскачеван | Канора              | 904 Main Street, Canora, SK, Canada сайт [Архівовано 11 липня 2021 у Wayback Machine.]                        | о. Петро Ценов                                                            |                                                                                           |      |
| 120 | Церква Святої Трійці (історична)      | Саскачеван | Канора              | 710 Main Street, Canora, SK, Canada сайт [Архівовано 11 липня 2021 у Wayback Machine.]                        | о. Петро Ценов                                                            | Історична церква.                                                                         |      |
| 121 | Церква Святої Трійці                  | Саскачеван | Кудворт             | Cudworth, SK, Canada сайт [Архівовано 11 липня 2021 у Wayback Machine.]                                       | о. Патрик Повалинський                                                    |                                                                                           |      |
| 122 | Церква Святої Трійці                  | Саскачеван | Принс-Альберт       | 305 6th Street East, Prince Albert, SK, Canada сайт [Архівовано 11 липня 2021 у Wayback Machine.]             | прот. Яків Рибалка, о. Михайло Ломашкевич                                 |                                                                                           |      |
| 123 | Церква Святої Трійці                  | Саскачеван | Сембург             | Samburg, SK, Canada сайт [Архівовано 11 липня 2021 у Wayback Machine.]                                        | о. Михайло Ломашкевич                                                     |                                                                                           |      |
| 124 | Церква Святої Трійці                  | Саскачеван | Смуц                | Smuts, SK, Canada сайт [Архівовано 11 липня 2021 у Wayback Machine.]                                          | прот. Тарас Маковський                                                    |                                                                                           |      |
| 125 | Церква Святої Трійці                  | Саскачеван | Стергіс             | Sturgis, SK, Canada сайт [Архівовано 11 липня 2021 у Wayback Machine.]                                        | о. Петро Ценов                                                            |                                                                                           |      |
| 126 | Церква Святої Трійці                  | Саскачеван | Тернопіль           | Tarnopol, SK, Canada сайт [Архівовано 11 липня 2021 у Wayback Machine.]                                       | о. Патрик Повалинський                                                    |                                                                                           |      |
| 127 | Церква Святої Трійці                  | Саскачеван | Шехо                | Sheho, SK, Canada сайт [Архівовано 11 липня 2021 у Wayback Machine.]                                          | о. Майкл Фарина                                                           |                                                                                           |      |
| 128 | Собор Сходження Святого Духа          | Саскачеван | Реджайна            | 1920 Toronto St, Regina, SK S4P 1M8, Canada сайт [Архівовано 11 липня 2021 у Wayback Machine.]                | о. Володимир Фесків                                                       |                                                                                           |      |
| 129 | Церква Сходження Святого Духа         | Саскачеван | Гаффорд             | Hafford, SK, Canada сайт [Архівовано 11 липня 2021 у Wayback Machine.]                                        |                                                                           |                                                                                           |      |
| 130 | Церква Сходження Святого Духа         | Саскачеван | Ґудів               | Goodeve, SK, Canada сайт [Архівовано 11 липня 2021 у Wayback Machine.]                                        |                                                                           |                                                                                           |      |
| 131 | Церква Сходження Святого Духа         | Саскачеван | Мазепа              | Sliding Hills No. 273, SK S0A 4H0, Canada сайт [Архівовано 11 липня 2021 у Wayback Machine.]                  | о. Петро Ценов                                                            |                                                                                           |      |
| 132 | Церква Сходження Святого Духа         | Саскачеван | Шехо                | Sheho, SK, Canada сайт [Архівовано 11 липня 2021 у Wayback Machine.]                                          |                                                                           |                                                                                           |      |
| 133 | Церква Успіння Пресвятої Богородиці   | Саскачеван | Борден              | Borden, SK, Canada сайт [Архівовано 11 липня 2021 у Wayback Machine.]                                         |                                                                           |                                                                                           |      |
| 134 | Церква Успіння Пресвятої Богородиці   | Саскачеван | Вакав               | Wakaw, SK, Canada сайт [Архівовано 11 липня 2021 у Wayback Machine.]                                          | о. Патрик Повалинський                                                    |                                                                                           |      |
| 135 | Церква Успіння Пресвятої Богородиці   | Саскачеван | Едмор               | Edmore, SK, Canada сайт [Архівовано 11 липня 2021 у Wayback Machine.]                                         |                                                                           |                                                                                           |      |
| 136 | Церква Успіння Пресвятої Богородиці   | Саскачеван | Канора              | Canora, SK, Canada сайт [Архівовано 11 липня 2021 у Wayback Machine.]                                         | о. Петро Ценов                                                            |                                                                                           |      |
| 137 | Церква Успіння Пресвятої Богородиці   | Саскачеван | Маморніц            | Buchanan, SK, Canada сайт [Архівовано 11 липня 2021 у Wayback Machine.]                                       | о. Петро Ценов                                                            |                                                                                           |      |
| 138 | Церква Успіння Пресвятої Богородиці   | Саскачеван | Мічем               | Meacham, SK, Canada сайт [Архівовано 11 липня 2021 у Wayback Machine.]                                        |                                                                           |                                                                                           |      |
| 139 | Церква Успіння Пресвятої Богородиці   | Саскачеван | Ніпавін             | Nipawin, SK, Canada сайт [Архівовано 11 липня 2021 у Wayback Machine.]                                        | о. Патрик Повалинський                                                    |                                                                                           |      |
| 140 | Церква Успіння Пресвятої Богородиці   | Саскачеван | Шехо                | Sheho, SK, Canada сайт [Архівовано 11 липня 2021 у Wayback Machine.]                                          | о. Майкл Фарина                                                           |                                                                                           |      |

### Західна єпархія
| №  | Назва                                       | Штат                | Населений пункт | Адреса | Настоятель                                                                                       | Примітки                                | Фото |
| -- | ------------------------------------------- | ------------------- | --------------- | --- | ------------------------------------------------------------------------------------------------ | --------------------------------------- | ---- |
| 1  | Собор апостола Андрія Первозванного         | Альберта            | Едмонтон        | 9831 75 Street Northwest, Edmonton, AB T6A 2Y8, Canada сайт [Архівовано 13 червня 2021 у Wayback Machine.]                                                         | о. Юрій Сучеван                                                                                  |                                         |      |
| 2  | Церква апостолів Петра і Павла              | Альберта            | Атабаска        | 4302 50 Ave, Athabasca, AB T9S 1P6, Canada сайт [Архівовано 24 червня 2021 у Wayback Machine.]                                                                     | о. Роман Шіян                                                                                    |                                         |      |
| 3  | Церква апостолів Петра і Павла              | Альберта            | Бойн-Лейк       | Boyne Lake, AB, Canada сайт [Архівовано 24 червня 2021 у Wayback Machine.]                                                                                         | о. Бенні Амброзі                                                                                 |                                         |      |
| 4  | Церква апостолів Петра і Павла              | Альберта            | Ґіффорд         | Alberta, AB, Canada сайт [Архівовано 24 червня 2021 у Wayback Machine.]                                                                                            | о. Бенні Амброзі                                                                                 |                                         |      |
| 5  | Церква апостолів Петра і Павла              | Альберта            | Ендрю           | Andrew, AB, Canada сайт [Архівовано 24 червня 2021 у Wayback Machine.]                                                                                             | о. Бенні Амброзі                                                                                 |                                         |      |
| 6  | Церква апостолів Петра і Павла              | Альберта            | Калеленд        | Kaleland, AB, Canada сайт [Архівовано 24 червня 2021 у Wayback Machine.]                                                                                           |                                                                                                  |                                         |      |
| 7  | Церква апостолів Петра і Павла              | Альберта            | Оновей          | Onoway, AB, Canada сайт [Архівовано 24 червня 2021 у Wayback Machine.]                                                                                             |                                                                                                  |                                         |      |
| 8  | Церква апостолів Петра і Павла              | Альберта            | Сарраїл         | Grassland, AB, Canada сайт [Архівовано 24 червня 2021 у Wayback Machine.]                                                                                          | о. Роман Шіян                                                                                    |                                         |      |
| 9  | Церква апостолів Петра і Павла              | Альберта            | Себа-Біч        | Seba Beach, AB, Canada сайт [Архівовано 24 червня 2021 у Wayback Machine.]                                                                                         |                                                                                                  |                                         |      |
| 10 | Церква апостолів Петра і Павла              | Альберта            | Торгілд         | Thorhild, AB, Canada сайт [Архівовано 24 червня 2021 у Wayback Machine.]                                                                                           | о. Михайло Маранчук                                                                              |                                         |      |
| 11 | Церква апостолів Петра і Павла              | Альберта            | Торсбі          | Thorsby, AB, Canada сайт [Архівовано 24 червня 2021 у Wayback Machine.]                                                                                            | о. Бенні Амброзі                                                                                 |                                         |      |
| 12 | Церква всіх святих                          | Альберта            | Білліс          | Bellis, AB, Canada сайт [Архівовано 13 червня 2021 у Wayback Machine.]                                                                                             | о. Бенні Амброзі                                                                                 | Цвинтарна церква.                       |      |
| 13 | Церква всіх святих                          | Альберта            | Камрось         | 5402 53 Street, Camrose, Alberta, Canada сайт [Архівовано 13 червня 2021 у Wayback Machine.]                                                                       | прот. Славомір Ломашкевич                                                                        |                                         |      |
| 14 | Церква всіх святих                          | Альберта            | Лак-Ла-Біш      | Lac la Biche, AB, Canada сайт [Архівовано 13 червня 2021 у Wayback Machine.]                                                                                       | о. Роман Шіян                                                                                    |                                         |      |
| 15 | Церква всіх святих                          | Альберта            | Ллойдмінстер    | 4605 56 Ave, Lloydminster, AB, Canada сайт [Архівовано 13 червня 2021 у Wayback Machine.]                                                                          | прот. Славомір Ломашкевич                                                                        |                                         |      |
| 16 | Церква всіх святих                          | Альберта            | Сенді-Репідс    | Sandy Rapids Community Hall, Bonnyville No. 87, AB, Canada сайт [Архівовано 13 червня 2021 у Wayback Machine.]                                                     | о. Пітер Гоген                                                                                   |                                         |      |
| 17 | Церква всіх святих                          | Альберта            | Сент-Пол        | 5601 51 St, Saint Paul, AB T0A 3A1, Canada сайт [Архівовано 13 червня 2021 у Wayback Machine.]                                                                     | о. Пітер Гоген                                                                                   |                                         |      |
| 18 | Церква Вознесіння Господнього               | Альберта            | Іспас           | Ispas, AB, Canada сайт [Архівовано 13 червня 2021 у Wayback Machine.]                                                                                              | о. Василь Сапіга                                                                                 | Цвинтарна церква.                       |      |
| 19 | Церква Вознесіння Господнього               | Альберта            | Редвей          | Radway, AB, Canada сайт [Архівовано 13 червня 2021 у Wayback Machine.]                                                                                             | о. Михайло Маранчук                                                                              |                                         |      |
| 20 | Церква Вознесіння Господнього               | Альберта            | Смокі-Лейк      | 3 White Earth St, Smoky Lake, AB T0A 3C0, Canada сайт [Архівовано 13 червня 2021 у Wayback Machine.]                                                               | о. Бенні Амброзі                                                                                 |                                         |      |
| 21 | Церква Покрова Пресвятої Богородиці         | Альберта            | Борівці         | Boriwtzi, AB, Canada сайт [Архівовано 24 червня 2021 у Wayback Machine.]                                                                                           |                                                                                                  |                                         |      |
| 22 | Церква Покрова Пресвятої Богородиці         | Альберта            | Едванд          | Edwand, AB T0A 0J0, Canada сайт [Архівовано 24 червня 2021 у Wayback Machine.]                                                                                     |                                                                                                  |                                         |      |
| 23 | Церква Покрова Пресвятої Богородиці         | Альберта            | Норал           | Noral, AB, Canada сайт [Архівовано 24 червня 2021 у Wayback Machine.]                                                                                              | о. Роман Шіян                                                                                    |                                         |      |
| 24 | Церква Преображення Господнього             | Альберта            | Ґрасленд        | Grassland, AB, Canada сайт [Архівовано 13 червня 2021 у Wayback Machine.]                                                                                          | о. Роман Шіян                                                                                    |                                         |      |
| 25 | Церква святого Антонія                      | Альберта            | Едмонтон        | 6103 172 Street Northwest, Edmonton, AB T6M 1C1, Canada сайт [Архівовано 13 червня 2021 у Wayback Machine.] сторінка                                               | прот. Степан Кіщук о. Тимофій Шрапко диякон Антон Лакуста                                        |                                         |      |
| 26 | Собор святого Володимира                    | Альберта            | Калґарі         | 404 Meredith Rd NE, Calgary, AB T2E 5A6, Canada сайт [Архівовано 24 червня 2021 у Wayback Machine.] сторінка твітер [Архівовано 24 червня 2021 у Wayback Machine.] | о. Патрік Ямнюк                                                                                  |                                         |      |
| 27 | Церква святого Володимира                   | Альберта            | Васкатенау      | Waskatenau, AB, Canada сайт [Архівовано 24 червня 2021 у Wayback Machine.]                                                                                         | о. Михайло Маранчук                                                                              |                                         |      |
| 28 | Церква святого Володимира                   | Альберта            | Вестлок         | 10718 100 St, Westlock, AB T7P 2C4, Canada сайт [Архівовано 24 червня 2021 у Wayback Machine.]                                                                     | о. Михайло Маранчук                                                                              |                                         |      |
| 29 | Церква святого Димитрія                     | Альберта            | Вільна          | Vilna, AB, Canada сайт [Архівовано 24 червня 2021 у Wayback Machine.]                                                                                              | о. Бенні Амброзі                                                                                 |                                         |      |
| 30 | Церква святого Димитрія                     | Альберта            | Брудергайм      | Bruderheim, AB, Canada сайт [Архівовано 24 червня 2021 у Wayback Machine.]                                                                                         | о. Михайло Маранчук                                                                              |                                         |      |
| 31 | Церква святого Димитрія                     | Альберта            | Крейґенд        | Craigend Hall, Lakeland County, AB, Canada сайт [Архівовано 24 червня 2021 у Wayback Machine.]                                                                     | о. Роман Шіян                                                                                    |                                         |      |
| 32 | Церква святого Димитрія                     | Альберта            | Лузан           | Luzan, AB, Canada сайт [Архівовано 24 червня 2021 у Wayback Machine.]                                                                                              | о. Бенні Амброзі                                                                                 |                                         |      |
| 33 | Церква Святого Духа                         | Альберта            | Брінслі         | Brinsley, AB, Canada сайт [Архівовано 13 червня 2021 у Wayback Machine.]                                                                                           | о. Василь Сапіга                                                                                 |                                         |      |
| 34 | Церква святого Іллі                         | Альберта            | Боннівілль      | 4801 46 St, Bonnyville, AB T9N 1G8, Canada сайт [Архівовано 24 червня 2021 у Wayback Machine.]                                                                     | о. Пітер Гоген                                                                                   |                                         |      |
| 35 | Церква святого Іллі                         | Альберта            | Вондерін-Рівер  | Wandering River, AB, Canada сайт [Архівовано 24 червня 2021 у Wayback Machine.]                                                                                    |                                                                                                  |                                         |      |
| 36 | Церква святого Ілії                         | Альберта            | Едмонтон        | 11833 66 Street Northwest, Edmonton, AB T5B 1J2, Canada сайт [Архівовано 24 червня 2021 у Wayback Machine.]                                                        | о. Георгій Подтепа                                                                               |                                         |      |
| 37 | Церква святого Іллі                         | Альберта            | Спіріт-Рівер    | Spirit River, AB, Canada сайт [Архівовано 24 червня 2021 у Wayback Machine.]                                                                                       |                                                                                                  |                                         |      |
| 38 | Кафедральний собор святого Йоана Хрестителя | Альберта            | Едмонтон        | 10611 110 Ave. Edmonton, AB, Canada T5H 2Z5 сайт [Архівовано 24 червня 2021 у Wayback Machine.] сторінка                                                           | єп. Іларіон (Рудник), прот. Корнелл Зубрицький, прот. Стефан Семотюк, протодиякон Ярослав Бойчук |                                         |      |
| 39 | Церква святого Йоана Хрестителя             | Альберта            | Біг-Мідоу       | Big Meadow, AB, Canada сайт [Архівовано 24 червня 2021 у Wayback Machine.]                                                                                         | о. Пітер Гоген                                                                                   |                                         |      |
| 40 | Церква святого Йоана Хрестителя             | Альберта            | Еґремонт        | Egremont, AB, Canada сайт [Архівовано 24 червня 2021 у Wayback Machine.]                                                                                           | о. Михайло Маранчук                                                                              |                                         |      |
| 41 | Церква святого Йоана Хрестителя             | Альберта            | Іннісфрі        | Innisfree, AB, Canada сайт [Архівовано 24 червня 2021 у Wayback Machine.]                                                                                          | прот. Славомір Ломашкевич                                                                        |                                         |      |
| 42 | Церква святого Йоана Хрестителя             | Альберта            | Морекамбе       | Morecambe, AB, Canada сайт [Архівовано 24 червня 2021 у Wayback Machine.]                                                                                          | о. Василь Сапіга                                                                                 |                                         |      |
| 43 | Церква святого Йоана Хрестителя             | Альберта            | Пено            | Peno, AB, Canada сайт [Архівовано 24 червня 2021 у Wayback Machine.]                                                                                               | о. Михайло Маранчук                                                                              |                                         |      |
| 44 | Церква святого Йоана Хрестителя             | Альберта            | Сачава          | AB-855, Andrew, AB T0B 0C0, Canada сайт [Архівовано 24 червня 2021 у Wayback Machine.]                                                                             | прот. Славомір Ломашкевич                                                                        |                                         |      |
| 45 | Церква святого Йоана Хрестителя             | Альберта            | Федора          | Fedorah, AB, Canada сайт [Архівовано 24 червня 2021 у Wayback Machine.]                                                                                            | о. Михайло Маранчук                                                                              |                                         |      |
| 46 | Церква святого Михаїла                      | Альберта            | Едмонтон        | 12104 129 Avenue Northwest, Edmonton, Alberta, Canada сайт [Архівовано 17 червня 2021 у Wayback Machine.]                                                          | прот. Віктор Лакуста                                                                             |                                         |      |
| 47 | Церква святої Марії                         | Альберта            | Гемлін          | Hamlin, AB, Canada сайт [Архівовано 24 червня 2021 у Wayback Machine.]                                                                                             | о. Пітер Гоген                                                                                   |                                         |      |
| 48 | Церква святої Параскеви                     | Альберта            | Даунінг         | Downing, AB, Canada сайт [Архівовано 24 червня 2021 у Wayback Machine.]                                                                                            | о. Бенні Амброзі                                                                                 |                                         |      |
| 49 | Церква Святої Трійці                        | Альберта            | Ґлендон         | Glendon, AB, Canada сайт [Архівовано 13 червня 2021 у Wayback Machine.]                                                                                            | о. Пітер Гоген                                                                                   |                                         |      |
| 50 | Церква Святої Трійці                        | Альберта            | Келмер          | Calmar, AB, Canada сайт [Архівовано 13 червня 2021 у Wayback Machine.]                                                                                             | о. Бенні Амброзі                                                                                 |                                         |      |
| 51 | Церква Святої Трійці                        | Альберта            | Летбридж        | 643 13 Street North, Lethbridge, AB T1H 2S9, Canada сайт [Архівовано 13 червня 2021 у Wayback Machine.]                                                            | прот. Тарас Крочак                                                                               |                                         |      |
| 52 | Церква Святої Трійці                        | Альберта            | Мамаетсі        | Brosseau, AB, Canada сайт [Архівовано 13 червня 2021 у Wayback Machine.]                                                                                           | о. Василь Сапіга                                                                                 |                                         |      |
| 53 | Церква Святої Трійці                        | Альберта            | Мирнам          | Myrnam, AB, Canada сайт [Архівовано 13 червня 2021 у Wayback Machine.]                                                                                             | о. Василь Сапіга                                                                                 |                                         |      |
| 54 | Церква Святої Трійці                        | Альберта            | Ред-Дір         | 6287 67A Street, Red Deer, AB, Canada сайт [Архівовано 13 червня 2021 у Wayback Machine.]                                                                          | о. Тимофій Шрапко                                                                                | Богослужіння українською і англійською. |      |
| 55 | Церква Святої Трійці                        | Альберта            | Редвотер        | Redwater, AB, Canada сайт [Архівовано 13 червня 2021 у Wayback Machine.]                                                                                           | о. Михайло Маранчук                                                                              |                                         |      |
| 56 | Церква Святої Трійці                        | Альберта            | Спедден         | Sunland, AB, Canada сайт [Архівовано 13 червня 2021 у Wayback Machine.]                                                                                            | о. Бенні Амброзі                                                                                 |                                         |      |
| 57 | Церква Святої Трійці                        | Альберта            | Ту-Гілс         | 5018 51 St, Two Hills, AB T0B 4K0, Canada сайт [Архівовано 13 червня 2021 у Wayback Machine.]                                                                      | о. Василь Сапіга                                                                                 |                                         |      |
| 58 | Церква Сходження Святого Духа               | Альберта            | Бойл            | Boyle, AB, Canada сайт [Архівовано 13 червня 2021 у Wayback Machine.]                                                                                              | о. Роман Шіян                                                                                    |                                         |      |
| 59 | Церква Сходження Святого Духа               | Альберта            | Стрий           | Stry, AB, Canada сайт [Архівовано 13 червня 2021 у Wayback Machine.]                                                                                               | о. Пітер Гоген                                                                                   |                                         |      |
| 60 | Церква Успіння Пресвятої Богородиці         | Альберта            | Мусідора        | Musidora, AB, Canada сайт [Архівовано 13 червня 2021 у Wayback Machine.]                                                                                           | о. Василь Сапіга                                                                                 |                                         |      |
| 61 | Церква Успіння Пресвятої Богородиці         | Альберта            | Ньюбрук         | Newbrook, AB, Canada сайт [Архівовано 13 червня 2021 у Wayback Machine.]                                                                                           |                                                                                                  |                                         |      |
| 62 | Церква Успіння Пресвятої Богородиці         | Альберта            | Рено            | Reno, AB, Canada сайт [Архівовано 13 червня 2021 у Wayback Machine.]                                                                                               | о. Михайло Маранчук                                                                              |                                         |      |
| 63 | Церква Успіння Пресвятої Богородиці         | Альберта            | Слава           | Slawa, AB, Canada сайт [Архівовано 13 червня 2021 у Wayback Machine.]                                                                                              | о. Василь Сапіга                                                                                 |                                         |      |
| 64 | Церква апостолів Петра і Павла              | Британська Колумбія | Келоуна         | 1935 Barlee Road, Kelowna, BC V1Y 4S3, Canada сайт [Архівовано 12 червня 2021 у Wayback Machine.]                                                                  | о. Чед Павлишин                                                                                  |                                         |      |
| 65 | Церква всіх святих                          | Британська Колумбія | Камлупс         | 1044 8th St, Kamloops, BC V2B 2X8, Canada сайт [Архівовано 12 червня 2021 у Wayback Machine.]                                                                      | о. Чед Павлишин                                                                                  |                                         |      |
| 66 | Церква Покрова Пресвятої Богородиці         | Британська Колумбія | Мішн            | 33059 Dewdney Trunk Road, Mission, BC V2V 6X6, Canada сайт [Архівовано 12 червня 2021 у Wayback Machine.]                                                          | прот. Петро Гнатів                                                                               |                                         |      |
| 67 | Церква Покрова Пресвятої Богородиці         | Британська Колумбія | Парксвілл       | 594 Karls Way, Parksville, BC V9P 1Y8, Canada сайт [Архівовано 12 червня 2021 у Wayback Machine.] сторінка [Архівовано 26 березня 2022 у Wayback Machine.]         | о. Пітер Гоген                                                                                   | Створена у 2009 році.                   |      |
| 68 | Церква святого Георгія                      | Британська Колумбія | Вікторія        | 1100 Colville Rd, Victoria, BC V9A 4P7, Canada сайт [Архівовано 12 червня 2021 у Wayback Machine.] сторінка                                                        | о. Михайло Поздик                                                                                |                                         |      |
| 69 | Церква святого Димитрія                     | Британська Колумбія | Чилівак         | 9502 Victor St, Chilliwack, BC V2P 5B3, Canada сайт [Архівовано 12 червня 2021 у Wayback Machine.]                                                                 | прот. Петро Гнатів                                                                               |                                         |      |
| 70 | Церква святого Михаїла                      | Британська Колумбія | Принс-Джордж    | 2793 Range Rd, Prince George, BC V2N 1S1, Canada сайт [Архівовано 12 червня 2021 у Wayback Machine.]                                                               | о. Чед Павлишин                                                                                  |                                         |      |
| 71 | Церква святої Марії                         | Британська Колумбія | Суррей          | 10765 135A Street, Surrey, BC V3T 4E3, Canada сайт [Архівовано 26 листопада 2020 у Wayback Machine.]                                                               | о. Михайло Поздик                                                                                | Церква споруджена у 1955 році.          |      |
| 72 | Кафедральний собор Святої Трійці            | Британська Колумбія | Ванкувер        | 54 E 10th Ave, Vancouver, BC V5T 1Z4, Canada сайт [Архівовано 12 червня 2021 у Wayback Machine.] сторінка твітер [Архівовано 12 червня 2021 у Wayback Machine.]    | о. Роман Цаплан                                                                                  |                                         |      |
| 73 | Церква Успіння Пресвятої Богородиці         | Британська Колумбія | Вернон          | 4105 27th Street, Vernon, British Columbia, Canada сайт [Архівовано 12 червня 2021 у Wayback Machine.] сторінка                                                    | о. Чед Павлишин                                                                                  |                                         |      |

## Українські парафії Російської православної церкви
| № | Назва                              | Штат    | Населений пункт | Адреса | Настоятель | Примітки | Фото |
| - | ---------------------------------- | ------- | --------------- | --- | ---------- | --- | ---- |
| 1 | Церква Різдва Пресвятої Богородиці | Онтаріо | Річмонд-Гілл    | 9550 Leslie street, Richmond Hill, ON, Canada сайт [Архівовано 13 червня 2021 у Wayback Machine.] сторінка [Архівовано 18 березня 2022 у Wayback Machine.] |            | Будівля протестантського храму придбана у 2019 році й підтримується Свято-Успенською Києво-Печерською Лаврою і УПЦ (МП) вважає її своєю, хоча вона перебуває безпосередньо в юрисдикції РПЦ. Парафія зорієнтована передовсім на російськомовне населення. |      |

## Канонічно ізольовані

### Українська православна церква Київського патріархату (відновлена)
| № | Назва                          | Провінція           | Населений пункт | Адреса                           | Настоятель | Примітки                                                                                        | Фото |
| - | ------------------------------ | ------------------- | --------------- | -------------------------------- | ---------- | ----------------------------------------------------------------------------------------------- | ---- |
| 1 | Церква апостолів Петра і Павла | Британська Колумбія | Нью-Вестмінстер | 304-8th St., New Westminster, BC |            | З 1985 до 2013 перебувала у складі УПЦ Канади, а згодом через суд змінила юрисдикцію на УПЦ КП. |      |

### Невідома юрисдикція
| № | Назва                     | Провінція | Населений пункт | Адреса                                      | Настоятель | Примітки                                                               | Фото |
| - | ------------------------- | --------- | --------------- | ------------------------------------------- | ---------- | ---------------------------------------------------------------------- | ---- |
| 1 | Церква святого Володимира | Альберта  | Веґревіль       | 5145 49 Ave, Vegreville, AB T9C 1M6, Canada |            | Збудована 1971 року. Наразі не належить ні до УПЦ в Канаді, ні до РПЦ. |      |

## Колишні парафії
| Назва                                      | Провінція | Населений пункт | Адреса                                         | Примітки | Фото |
| ------------------------------------------ | --------- | --------------- | ---------------------------------------------- | --- | ---- |
| Церква Архангела Михаїла                   | Онтаріо   | Брантфорд       | 311 West Street, Brantford, ON N3R 3V6, Canada | Парафію засновано 1947 року. 1950 року за 5500 канадських доларів було придбано старий цегляний будинок з ділянкою землі, який було перебудовано у церкву. Станом на 2024 рік, будівля використовується церквою «Freedom House». |      |
| Церква Святої Трійці («Пресв'ятої Тройці») | Онтаріо   | Велланд         | 105 1st St, Welland, ON L3B 4S1                | Церкву було відкрито у 1969 році. Остання служба відбулася 2017 року. Будівлю було секуляризовано єпископом Андрієм (Пешком). |      |